# ウズベキスタン国立歴史博物館
ウズベキスタン国立歴史博物館 (ウズベキスタンこくりつれきしはくぶつかん、英語: State Museum of History of Uzbekistan、ウズベク語: O'zbekiston tarixi davlat muzeyi、ロシア語: Государственный музей истории Узбекистана、旧称：トルキスタン国立博物館) はウズベキスタンのタシュケントにある博物館であり、中央アジア最古の博物館である。

## 概要
ウズベキスタン国立博物館はタシュケントにロシア帝国のトルキスタン総督府が置かれていた1876年にトルキスタン民俗学博物館として設立された後、1919年2月にトルキスタン国立博物館と改称された。1970年に博物館の場所を移転、ロシアにあるレーニン中央博物館のタシュケント分館として改装された。1991年のウズベキスタン独立後に、現在の名称となった。
ウズベキスタン国立博物館には考古学、歴史学、民俗学的な中央アジア文明の事物や歴史の流れが、石器時代から時代順に展示されている他、かつて中央アジアで使用されていた貨幣も展示されている。トルキスタン民俗学博物館時代の1900年と1906年には、パリとミラノでそれぞれ行われた万国博覧会に展示物を提供している。
また、特筆すべき展示物として、テルメズのファヤズ・テパ遺跡から見つかった紀元後2～3世紀のものと考えられる三尊仏が移管、展示されている。

## 開館時間
開館時間は午前10時から午後5時まで、休館日は月曜日となっている。